# Libawa (rzeka)
Libawa (Libawka) – rzeka we wschodniej części województwa opolskiego o długości 23,33 km. Do 1939 prawy dopływ Małej Panwi. Obecnie uchodzi do Jeziora Turawskiego w pobliżu miejscowości Dylaki. Libawa zasila wiele stawów w miejscowościach Biestrzynnik i Zębowice. Rzeka zasilana jest przez trzy cieki: Dopływ z Kocur, Libawkę, Pruskowski Potok.
Zlewnia rzeki Libawa, której powierzchnia wynosi 102,50 km², położona jest w obszarze dorzecza Odry, w regionie wodnym Środkowej Odry.